# Vandiemeniaceae
Vandiemeniaceae là một họ rêu trong bộ Metzgeriales.